# 英法联军攻占北京
英法聯軍攻陷北京是第二次鴉片戰爭之一部分。當時英法聯軍於八里橋大敗清軍後進攻清朝首都北京，圓明園也在期間被英國軍隊縱火燒毀。這是有史以來北京第一次被歐洲軍隊占領，英法聯軍一共占領北京18天。
清政府因為京城淪陷的恥辱震驚，恭親王奕訢主張學習西方技術，出現後來的洋務運動。

## 背景

### 八里橋的潰敗
1857年末，英國和法國共組聯軍進攻廣州，第二次鴉片戰爭正式爆發。
1858年，清朝和英法聯軍議和《天津條約》，但和談並未達成再度開戰，大沽口前後經歷了三次激戰。
1860年8月，大沽口再度陷落。聯軍接連攻下天津、張家灣直逼通州。清軍都督僧格林沁為保衛京師前的最後一道防線，在郭家墳到八里橋一帶佈署重兵，派出3萬清軍騎兵隊和蒙古騎兵與聯軍士兵5000人決戰。9月21日，八里橋戰役開打，清軍兵分東、西、南三路迎擊英法聯軍。未料勝保部的清軍馬隊被法軍率先擊潰，西路被攻破。最後，聯軍對漢白玉的八里橋面上刺刀發起總攻。清軍3萬馬隊死傷慘重，僧格林沁同少數清軍潰退到北京，就這樣通往北京的大道已經大開。

### 咸丰帝出逃
早在1860年9月9日，清朝欽差大臣桂良確定天津和談失敗後，咸豐帝頒布朱諭稱：
桂良等奏，夷務決裂情形。
覽奏何勝憤怒！朕為近畿百姓免受荼毒，不得已勉救撫局，乃該夷屢肆要挾，勢不決戰不能。
況我滿、漢臣僕，世受國恩，斷無不敵愾同仇，共伸積忿！

朕今親統六師，直抵通州，以伸滅討而張撻伐。著內廷王、御前大臣、軍機大臣、內務府大臣迅速定議。並有僧格林沁密折一封，一併閱看。本日奏事之外廷大臣，並著與議。時諭。
以清朝官場文化，咸豐帝並非真的想御駕親征。而是當作名義，實際要逃難，但不便明說。希望由眾大臣簇擁下勉為其難接受。
大學士賈楨上奏：「時無寇準，澶淵之功難恃；木蘭無險，‘土木之變堪慮’。」
9月10日，京城頒布要調集大車500輛的命令。而整座北京城開始流傳著將要攻城的謠言：「夷人已到通州，定于二十七日（9月12日）攻城」。咸豐帝一直想北逃，但各大臣紛紛上奏勸說反對巡幸木蘭（也就是逃亡），9月13日咸豐帝再下令把調集的車馬「分別發還」。9月21日，八里橋慘敗的消息傳到紫禁城，當晚咸豐帝同重臣緊急召開御前會議。達成了兩項決定：一、清帝到熱河暫避，官方文書稱北狩；二、恭親王奕訢留守北京。
9月22日，剛到卯時〈大概清晨5點〉，咸豐帝召見惠親王綿愉、恭親王奕訢、惇親王奕誴、怡親王載垣、鄭親王瑞華和軍機大臣等人做足安排。己正（約上午10點），咸豐帝一行人從圓明園後門出逃，由於太過匆忙連御膳帳篷都不及帶走。當時清人記載咸豐帝倉皇出逃，路途中只吃兩個雞蛋和數碗小米粥，而沒有隊伍盛大歡送，9月30日逃到熱河避暑山莊。

## 攻城

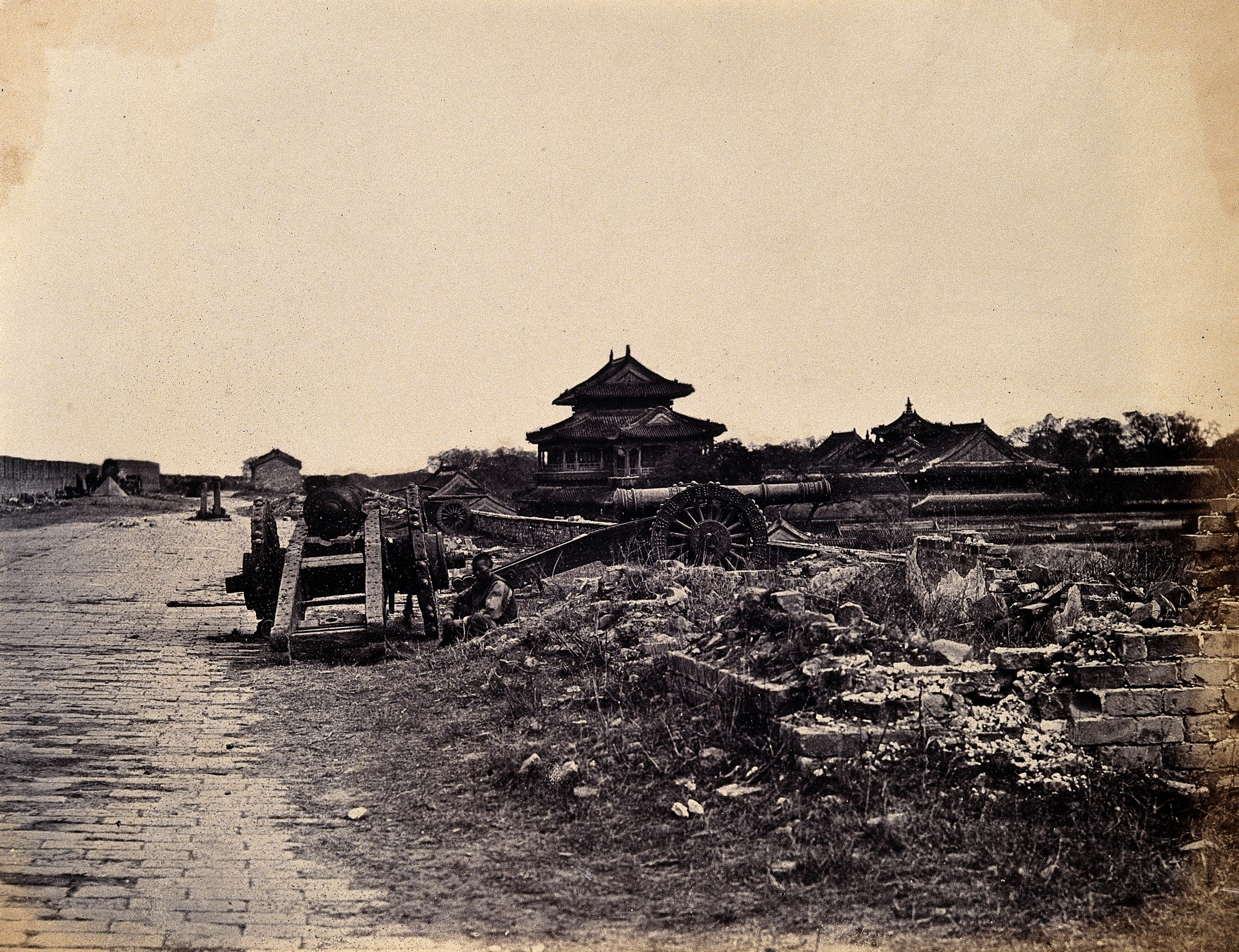
北京城牆上的清軍火砲

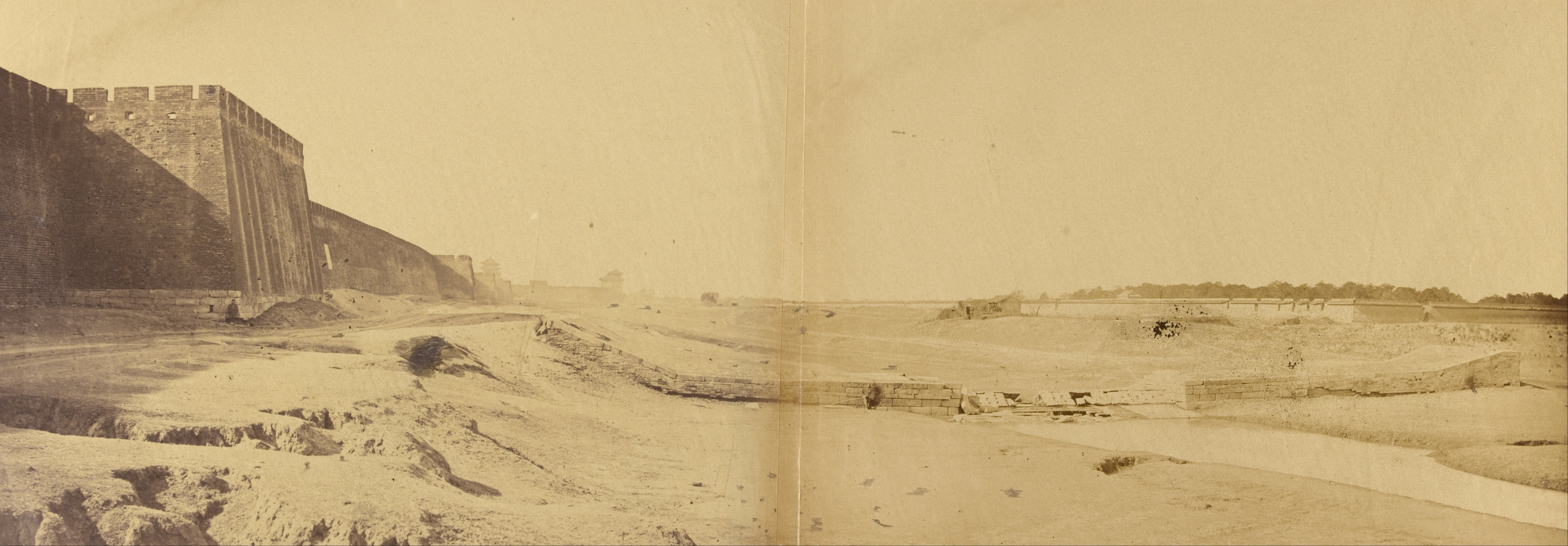
聯軍在安定門外的地壇準備開火

1860年10月6日，聯軍在安定門、德勝門之外擊敗僧格林沁部的清軍，法軍攻入圓明園開始搶劫。英指挥官虽难堪，但不愿落后于完全没有约束的法军，下令所有英国官兵上缴赃物，统一拍卖后均分。:44 奕訢避走萬壽山。

## 投降
1860年10月13日，北京政府交出安定門向聯軍開放，英法聯軍堂而皇之列隊入城。自此，昔日清朝王師每逢出征必經的安定門就這樣落入聯軍控制。

## 圓明園的搶奪和燒毀
10月13日聯軍从安定门攻入北京，聯軍发现清軍將英法使節團多人虐待至死，遂决定報復。10月18日，額爾金下令焚燒圓明園。英軍第一師數百名士兵進入園內縱火。大火持续了两天，300多名太监和宫女葬身火海。法国作家维克多·雨果曾对此给予强烈谴责，认为此事为“两个强盗的胜利”。事后英军贴出布告：
宇宙之中，任何人物，無論其貴如帝王，既犯虛偽欺詐之罪，即不能逃脫其應有之責任與刑罰。茲為責罰清帝不守前約及違反和約起見，決於九月初五日焚燒圓明園，所有種種違約行動，人民未參與其間，決不加以傷害，惟于清室政府，不能不懲罰之也。

## 軍隊佈署

### 英法聯軍
英軍 主帥 詹姆士·赫伯·格蘭特
- 拿皮爾少將
- 詹姆斯·布魯斯
  - 兩個師和攻城炮隊[2]

法軍 主帥 孟托班
- 增援部隊[2]
  - 101戰列團
  - 1工兵連
  - 4個砲兵連
  - 海軍陸戰隊員270人

### 清軍
守將 奕訢
- 八旗軍
- 禁衛軍
- 京師守備隊

9月25日
- 勤王師
  - 抽調湘軍：兩江總督曾國藩、漕運總督袁甲三、河南巡撫慶廉、安徽巡撫翁同書的部隊[17]

10月2日
- 勤王師
  - 盛京將軍玉明、
  - 綏遠城將軍成凱、
  - 山東巡撫文煜、
  - 陝甘總督樂斌、
  - 山西巡撫英桂所屬兵勇[17]
  - 湖廣總督官文、湖北巡撫胡林翼所屬兵勇[17]